# Felix Badenhorst
Felix Gerson Badenhorst (ur. 12 czerwca 1989 w Hlatikulu) – suazyjski piłkarz grający na pozycji ofensywnego pomocnika. Od 2021 jest zawodnikiem klubu Mbabane Swallows FC.

## Kariera klubowa
Swoją karierę piłkarską Badenhorst rozpoczął w klubie Manzini Wanderers FC. W 2007 roku zadebiutował w jego barwach w suazyjskiej pierwszej lidze. W 2009 roku odszedł do południowoafrykańskiego Jomo Cosmos FC. Swój debiut w nim zaliczył 4 listopada 2009 w przegranym 0:1 domowym meczu z Ajaksem Kapsztad. W Jomo Cosmos grał przez rok.
Latem 2010 Badenhorst został zawodnikiem Mbabane Swallows FC. W sezonie 2011/2012 wywalczył z nim mistrzostwo Eswatini. Na początku 2012 wrócił do Jomo Cosmos, a latem 2012 ponownie został zawodnikiem Mbabane Swallows. W sezonie 2012/2013 wywalczył z nim dublet - mistrzostwo i Puchar Eswatini. W sezonach 2013/2014 i 2014/2015 został wicemistrzem kraju, a w sezonie 2015/2016 ponownie zdobył Puchar Eswatini. W sezonie 2016/2017 grał w kongijskim AS Vita Club, z którym został wicemistrzem Demokratycznej Republiki Konga. W sezonie 2017/2018 znów był zawodnikiem Mbabane Swallows, z którym wywalczył mistrzostwo Eswatini.
Latem 2018 Badenhorst przeszedł do południowoafrykańskiego klubu Mbombela United FC, grającego w National First Division. Po dwóch latach gry w nim odszedł do pierwszoligowego TS Galaxy FC, w którym zadebiutował 15 grudnia 2020 w przegranym 0:2 wyjazdowym spotkaniu z Mamelodi Sundowns FC. W TS Galaxy grał przez rok.
W 2021 Badenhorst wrócił do Mbabane Swallows.

## Kariera reprezentacyjna
W reprezentacji Eswatini Badenhorst zadebiutował 23 maja 2008 roku w zremisowanym 1:1 towarzyskim meczu z Lesotho, rozegranym w Manzini. W debiucie strzelił gola.